# Шюке, Никола
Никола́ Шюке́ (фр. Nicolas Chuquet, 1445(?)— около 1488) — французский математик, оказавший влияние на развитие алгебры. Наиболее известен вводом в общее употребление названий больших чисел: биллион, триллион и т. д.

## Биография
Детали жизни Шюке неизвестны, не удалось выяснить даже точные годы его жизни. Родился он в Париже, получил в Парижском университете учёной степени бакалавра медицины. В начале 1470-х годов уехал в Италию, где начал писать трактат по геометрии. Около 1480 года переселился в Лион, где работал преподавателем математики и переписчиком книг. Известно, что он также переводил на французский язык латинские сочинения, в частности, «Трактат о сфере» Николая Орема.
В честь учёного названа улица в Париже (17-й округ).

## Трактат «Наука о числах»

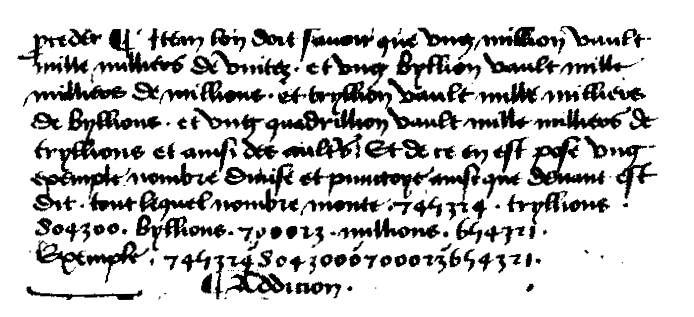
Страница из рукописи «Науки о числах»

В 1484 году Шюке написал обстоятельный алгебраический трактат «Наука о числах в трёх частях» (Le triparty еn la science des nombres). Кроме общей арифметики и правил вычисления корней, трактат содержит учение об уравнениях и сборник задач. В нём, видимо, по аналогии с предложенным Марко Поло термином миллион, Шюке использовал названия биллион, триллион и т. д., до нониллиона Эти названия, с некоторыми вариациями, закрепились во всех языках Европы.
В этом же трактате Шюке уверенно использовал в промежуточных вычислениях отрицательные числа, свойствами и техникой операций с которыми он вполне овладел:

Кто складывает минус с каким-то числом, тот получает меньшую сумму, а кто вычитает минус, тот получает больший остаток… Когда говорят «минус», то это означает, что у человека ничего нет и ещё он должен. А когда говорят нуль, то это означает, что у человека ничего нет.

Шюке близко подошёл к понятию логарифма. Он сопоставил арифметическую и геометрическую прогрессии:
{\displaystyle 1,2,3,\dots n}
и
{\displaystyle a,a^{2},a^{3},\dots a^{n},}
после чего отметил, что произведению двух членов нижней прогрессии соответствует сумма стоящих над ними членов верхней. Он сделал также проницательное замечание, что если к верхней строке добавить отрицательное число {\displaystyle -n} (Шюке обозначал его: {\displaystyle 0-n}), то в нижней ему будет соответствовать дробь {\displaystyle 1/a^{n}.} Тем самым в математике впервые появились отрицательные и нулевые показатели степени. Шюке также первым предложил обозначать показатели степени (для неизвестного) малыми литерами справа вверху. Символика Шюке богаче и ближе к современной, чем обозначения его современника Луки Пачоли.
Трактат «Наука о числах», главное сочинение Шюке, не был опубликован при жизни автора, но его идеи получили известность в научном сообществе и оказали значительное влияние на развитие алгебры. Неопубликованные труды Шюке оставил своему ученику Этьену де ла Рош. Последний опубликовал в 1520 году трактат «Арифметика» («L’arismethique», переиздан в 1538), где широко использованы идеи, термины и обозначения Шюке (иногда дословно), причём де ла Рош не привёл никаких ссылок на подлинного автора. В Национальной библиотеке Парижа хранятся рукописи ещё двух неопубликованных трудов Шюке: по коммерческой арифметике и по геометрии.
Развитие идеи логарифмов продолжил Михаэль Штифель и завершил Джон Непер. Историки науки обнаружили рукопись трактата Шюке в 1870-х годах, в 1880 году этот труд был опубликован.

## Труды
- Le triparty еn la science des nombres. (фр.)